# Суд божевільних
«Суд божевільних» — радянський науково-фантастичний фільм 1961 року, політичний памфлет.
Широкоформатний варіант випущений в прокат 26 квітня 1962 року, широкоекранний варіант — 2 грудня 1963 року. Фільм демонструвався за триплівковою системою «Кінопанорама» в ряді панорамних кінотеатрів СРСР

## Сюжет
Німеччина, 30-ті роки XX століття. Молодий професор Йоганнес Вернер відкрив промені життєдайної сили. Учений відмовляється віддати свій винахід для використання у військових цілях і, розбивши апаратуру, тікає до США, де тривалий час переховується під прізвищем Мартіні. Одного разу, отримавши запрошення у військово-промисловий концерн для ознайомлення з новим європейським винаходом, Вернер зустрічає свого колишнього учня Грубера. Зрадник і фашист Грубер за вкраденими схемами відновив прилад професора і демонструє його як свій винахід. Вернер відкидає пропозицію про співпрацю, і на засіданні в залі наукових асоціацій, відкривши своє справжнє ім'я, рішуче виступає з викриттями злочинних задумів реваншистів.

## У ролях
| Актор                 | Роль                                |
| --------------------- | ----------------------------------- |
| Василь Ліванов        | Йоганнес Вернер                     |
| Ірина Скобцева        | Сузі Хаггер                         |
| Віктор Хохряков       | Зігфрід Грубер                      |
| Володимир Бєлокуров   | Фред Хаггер                         |
| Володимир Ємельянов   | Абрагам Хаггер                      |
| Андрій Кончаловський  | Майкл Хаггер                        |
| Олександр Смирнов     | директор психіатричної лікарні      |
| Лідія Сухаревська     | Юліана Грей                         |
| Михайло Козаков       | Мішель                              |
| Георгій Чорноволенко  | директор концерну                   |
| Володимир Балашов     | сенатор                             |
| Юрій Яковлєв          | журналіст Річард Старк              |
| Ольга Красіна         | Клер                                |
| Майя Булгакова        | Грета Норман                        |
| Гаррі Дунц            | Курт                                |
| Аріадна Шенгелая      | Регіна Майєр                        |
| Роман Хомятов         | Генрі Браун                         |
| Роберт Росс           | Джонні                              |
| Нонна Тен             | Місукі                              |
| Павло Павленко        | Сібеліус Фтор                       |
| Микола Бурляєв        | син Сузі Сем Хаггер                 |
| Павло Шпрингфельд     | санітар Білл                        |
| В'ячеслав Гостинський | Боб ( немає в титрах )              |
| Микола Гладков        | Санітар ( немає в титрах </ small>) |
| Ервін Кнаусмюллер     | епізод ( немає в титрах )           |
| Іраклій Андроников    | від автора                          |

## Знімальна група
- Автор сценарію: Григорій Рошаль
- Режисер: Григорій Рошаль
- Оператори:  Леонід Косматов,  Борис Арецький
- Художник: Йосип Шпінель
- Композитор: Мойсей Вайнберг
- Звукорежисер: Лев Трахтенберг